# دكتور ساكس
دكتور ساكس (دكتور ساكس: فاوست الجزء الثالث) رواية من تأليف جاك كيروك صدرت في عام 1959. كتبها كيروك في عام 1952 بينما كان يعيش مع ويليام س بوروغس في مكسيكو سيتي.
كُتبت الرواية بسرعة بالأسلوب الارتجالي سمّاه كيروك «نثر عفوي». في رسالة إلى آلين غينسبيرغ يعود تاريخها إلى 18 مايو 1952، كتب كيروك «ببساطة سأنفخ]أرتجل كموسيقي جاز[ على رؤية ظل سارا آفي في سنواتي الثالثة عشر والرابعة عشر. لويل،  التي وصلت إلى أوجها عبر الأسطورة ذاتها كما حلمت في خريف عام 1948 ... ملائكة من طفولتي المتدحرجة كما تُرى من الكفن». في رسالة إلى غينسبيرغ يعود تاريخها إلى 8 نوفمبر من العام ذاته، يقرّ كيروك «ألّفت دكتور ساكس منتشيًا ]ماريوانا[ دون أن أتوقف لأفكر، أحيانًا كانت بيل ]بورغوس[ تدخل الغرفة وكان الفصل ينتهي عند تلك اللحظة...» (المرجع نفسه ص 185).

## ملخص الحبكة
تبدأ الرواية مع جاكي دولوز، المبنيّة على شخصية كيروك نفسه، يروي حلمًا يجد فيه نفسه في لويل وماساتشوسيتس، بلدته في طفولته. حرّضه الحلم هذا على تذكّر قصة من طفولته عن ألوان بُنّية داكنة وبنية دافئة، إلى جانب استيهامات الطفولة التي كان يكتمها، والتي باتت راسخة في ذاكرته.
تتعلّق الاستيهامات بقلعة في لويل على قمة تلة خضراء هادئة يسميها جاكي تلة الأفعى. أسفل القلعة الرمادية الضبابية، تنام أفعى العالم الكبير. يجتمع العديد من مصاصي الدماء والوحوش والتماثيل والذئاب الضارية وسحرة أشرار من جميع أنحاء العالم في بيتٍ كبير بهدف إيقاظ الأفعى لكي تلتهم العالم بأكمله (على الرغم من إن قلة منهم، يسمَّون بشكل ساخر «الحمائميون»، يعتقدون أن الأفعى هي مجرد «قشرة حمام»، وحينما تصحو ستنفجر مطلقةً آلافٍ من الحمامات البيضاء المربوطة. هذه الأسطورة حاضرة أيضًا في قصة ترويها شخصية كيروك سال باراديز في رواية على الطريق).
التسمية (الدكتور ساكس) هي أيضًا جزء من عالم استيهامات جاكي، شخصية ماكرة لكنها في النهاية ودودة ترتدي رداءً يغطيه السواد، مع قبعة من الجوخ سوداء بلون الحبر وضحكة ساحرة، و«مرض الليل» يسمّى سماد فيساجوس الذي سبب اخضرارًا بلون الطحلب لجلده في الليل. يعيش ساكس، الذي أتى أيضًا إلى لويل بسبب أفعى العالم الكبير، في الغابة المجاورة لبلدة دراكوت، حيث يقوم بالعديد من التجارب الكيميائية، محاولًا اختراع جرعة كي يدمّر الأفعى حين تصحو.
حين تصحو الأفعى في النهاية، يجرّب دكتور ساكس جرعته على الأفعى، إلا أن الجرعة تفشل في التسبب بأي ضرر. يرمي ساكس، بعد هزيمته، زيه الأسود الظليل ويشاهد الأحداث تتكشف كرجل عادي. وبينما كانت الأفعى تتحضر لتدمير العالم، يبدو أن كل شيء قد ضاع إلى أن يظهر فجأة طائر ليليّ ملون، نظير قديم للأفعى. يُمسك الأفعى بمنقاره، ويطير الطائر عاليًا نحو السماء الزرقاء الكئيبة حتى يغيب عن النظر، جاعلًا من ساكس المصاب بالذهول يفكّر مليًّا «ستحلّ عليّ اللعنة، تخلّص الكون من شيطانه».